# Júnior Firpo
Héctor Júnior Firpo Adamés (* 22. August 1996 in Santo Domingo, Dominikanische Republik) ist ein spanisch-dominikanischer Fußballspieler. Der Linksverteidiger spielte zuletzt bei Leeds United und ist ehemaliger spanischer U21-Nationalspieler.

## Karriere

### Verein
Der in der dominikanischen Hauptstadt Santo Domingo geborene Firpo zog im Alter von sechs Jahren nach Benalmádena in der Provinz Málaga der spanischen Gemeinschaft Andalusien. 2014 wechselte er in die Jugend von Betis Sevilla, nachdem er zuvor in Jugendmannschaften von Amateurvereinen gespielt hatte. Im Juli 2015 wurde er in die Reservemannschaft befördert, welche in der drittklassigen Segunda División B spielte. In seiner ersten Saison 2015/16 spielte er bereits regelmäßig und musste am Ende der Saison mit der B-Elf den Abstieg in die viertklassige Tercera División hinnehmen. Am 1. August 2017 verlängerte Junior seinen Vertrag bei den Béticos bis 2021. Am 12. Februar 2018 debütierte er bei der Profimannschaft, als er beim 1:0-Auswärtssieg gegen Deportivo La Coruña starten durfte. Firpo wurde damit der erste in der Dominikanischen Republik geborene Spieler, welcher in der Primera División zum Einsatz kam. Sein erstes Tor für Betis erzielte er am 17. März 2018 beim 3:0-Heimsieg gegen Espanyol Barcelona. In seiner ersten Saison 2017/18 kam er auf 14 Einsätze, in denen er zwei Tore erzielte und zwei weitere vorbereitete.
Am 19. August 2018 wurde er endgültig zu den Profis befördert und unterschrieb eine Vertragsverlängerung bis 2023, welche eine Ausstiegsklausel in Höhe von 50 Millionen Euro beinhaltete. In der Saison 2018/19 wurde er zum unumstrittenen Stammspieler in der Verteidigung. Er absolvierte 24 Ligaspiele (22-mal von Beginn), in denen er 3 Tore erzielte. Zudem kam er 4-mal in der Europa League zum Einsatz.
Zur Saison 2019/20 wechselte Firpo für eine Ablösesumme in Höhe von 18 Millionen Euro, die sich durch Bonuszahlungen um 12 Millionen Euro erhöhen konnte, zum FC Barcelona. Er unterschrieb einen Vertrag mit einer Laufzeit bis zum 30. Juni 2024, der eine Ausstiegsklausel in Höhe von 200 Millionen Euro enthält. In seiner ersten Saison konnte er sich unter dem Cheftrainer Ernesto Valverde und dessen Nachfolger Quique Setién auf der Linksverteidigerposition nicht gegen Jordi Alba durchsetzen. Er kam auf 17 Ligaeinsätze (11-mal von Beginn), in denen er ein Tor erzielte. Dazu kamen 4 Einsätze (3-mal von Beginn) in der Champions League und 2 Einsätze (einmal von Beginn) in der Copa del Rey. Firpos Status änderte sich auch in der Saison 2020/21 unter dem neuen Cheftrainer Ronald Koeman nicht. Der Linksverteidiger kam in der Liga lediglich 7-mal zum Einsatz, stand 3-mal in der Startelf und erzielte ein Tor. In der Champions League brachte er es auf 6 Einsätze, stand aber nur einmal in der Startelf. Zum Gewinn der Copa del Rey steuerte Firpo 4 Einsätze (3-mal von Beginn) bei.
Zur Saison 2021/22 wechselte Firpo in die Premier League zu Leeds United. Er unterschrieb einen Vertrag bis zum 30. Juni 2025. Der FC Barcelona erhielt eine Ablösesumme in Höhe von 15 Millionen Euro und eine Weiterverkaufsbeteiligung in Höhe von 20 Prozent. Im Sommer 2025 wurde sein Vertrag in Leeds nicht verlängert.

### Nationalmannschaft
Firpo spielte erstmals im September 2018 im Rahmen der Qualifikation zur U21-Europameisterschaft 2019 für die spanische U21-Nationalmannschaft. Bei der Endrunde in Italien und San Marino spielte er in einem Gruppenspiel, im Halbfinale und im Finale jeweils über die volle Spielzeit und wurde nach einem 2:1-Sieg über die deutsche Auswahl U21-Europameister. Nach dem Turnier überschritt Firpo nach vier Einsätzen für die U21 die Altersgrenze.

## Erfolge
- Copa-del-Rey-Sieger: 2021
- U21-Europameister: 2019